# 両国予備校

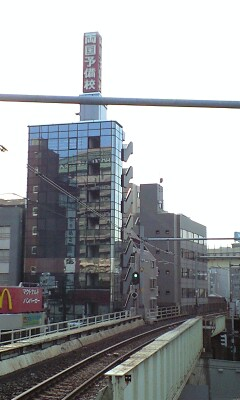
かつての校舎跡

両国予備校（りょうごくよびこう）は、かつて存在した日本の予備校。東京都墨田区両国を本拠地に、大阪府東大阪市布施にも校舎を持っていた。略称は両国（りょうごく）。

## 沿革
- 1948年、創立者である高畠金蔵が千葉県千葉市に高畠英語学校を開校
- 1974年、東京都墨田区両国4丁目38番5号に、旧両国予備校7号館ビルを建設
- 1981年4月、大阪府東大阪市足代新町17番5号に両国予備校大阪校を開校
- 1986年4月、文系学部受験科を設置
- 2004年、大阪校が閉校
- 2005年2月8日、東京校が閉校

経営者は、のちに高畠金蔵個人から東京都墨田区の「総合学院」になったが、この件に関し、完全な経営権委譲なのか、校長所有の会社あるいは学校法人等への委譲なのかは不明のまま閉校を迎えた（現在でも明らかにされてはいない）。なお、高畠金蔵が会長をしていた「全国医科歯科大学進学指導協会」と、その関連会社とされる「医歯薬受験研究社」等は「総合学院」の主要な系列団体及び会社であった。寮母の不当解雇に関する裁判の時は、経営は株式会社RFN（被告、旧・株式会社両国スクール）とされた。
一時は大手予備校の一つとみなされた時期もあったが、少子化による浪人生の減少で生徒募集が困難となってきたことや、特に本拠地である東京校に関しては、東京に河合塾の医歯学部進学専門の校舎が建設されるなど競合する医歯薬専門予備校が増加してきたこと等により、経営が厳しくなっていた。このため、「使命が終わった」との判断により（経営陣の談話による）、2005年2月8日に閉校した。

## スパルタ教育
医歯薬系を主力として、全寮制をとって峻厳な規則を課す、いわゆるスパルタ教育が特徴であった。なお、全寮制を謳ってはいたが、特に末期には、実際は通学生でも入学が可能であった。
入学説明会の際には、入学生は5〜6時間ほどかけて校長の話を聞き、入学生の学習の意志を確認するために、「将来立派な医療人、立派な社会人になることを決意し、あらゆる艱難辛苦に耐えて受験勉強に励む者以外は、両国予備校に入学してはならないが、誓うか」と問い、入学生に誓いを立てさせた。この校長から生徒らへの問いかけは、一人一人に向けられ、基本的に全員が「はい！」と答えていた。学生は「自宅学習報告書」を毎日記入し、学習時間が足りないとみなされた際には「反省書」を書くことが義務付けられていた。ピーク時には複数の寮が乱立するくらい盛況であった。毎朝テストが行われていた。

## 校則
- 「将来立派な医療人、立派な社会人になることを決意し、あらゆる艱難辛苦に耐えて受験勉強に励む者以外は、両国予備校に入学してはならない」というフレーズがあった。
- 「恋愛禁止」であった。
- 「両国予備校の真の価値」。予備校生は「生活信条」とともにこのフレーズを入学時に覚えさせられ、はじめての毎朝テスト時に暗記テストがあった。
- 「生活信条」。両国予備校での予備校生活を行う上での生活信条をまとめたものであり、入学時に暗記があった。

## 校長
- 高畠金蔵　エール出版社から本を出版していたほか、ラジオたんぱ（現ラジオNIKKEI）でもレギュラー番組を持っていた。

## 著名講師

### 英語
- 牧政治「英語出典研究」などの講義で知られていた。
- J・B・ハリス 非常勤講師だった。
- 浅野修慈 英語科講師。

### 数学
- 江川博康 『大学1・2年生のためのすぐわかる数学』をのちに著す。

### 国語
- 松本成二 “国語の神様”と呼ばれていた。

### 社会
- 菅野祐孝 『日本史立体パネル』で知られた。ただし、本籍は武蔵高等予備校で、メイン出講先は代々木ゼミナールであった。

## 校舎

### 東京校
JR総武線で錦糸町〜両国（東京都墨田区）付近にさしかかると、同予備校の建物が多数目に入った。自前で建築したビルのほかに、地元で売りに出された古いビル物件や空室を購入・賃貸契約し、改装して利用された教室・講堂もあった。
なお、2005年にプラチナ予備校及び両国予備校の元講師陣により、東京都新宿区に「両国プラチナ予備校」が新たに発足し、2009年に「私立医学部受験予備校メデュカパス」と校名が変更されている。また、2011年にメデュカパスの講師陣により、東京都渋谷区に「私立医学部専門予備校はやぶさ」が新たに発足されている（外部リンク参照）。かつての本校舎は創造学園大学の東京校舎になった。また旧校舎のうち1棟は陸奥部屋を経て、現在は中村部屋になった。

### 大阪校
近鉄奈良線・大阪線布施駅
1990年代になると、近隣の大阪ミナミの中心部である難波・上本町に大手予備校が進出してきたこと、さらにその後の少子化の影響により、徐々に生徒が減りだした（それまで大手予備校は大阪キタのみだった）。
2004年6月、大阪校の講師陣が労働組合を結成した直後、経営者の「総合学院」側は「大阪校は同年7月21日で閉鎖する」との解雇予告通告書を教職員に送り、非組合員の教職員の一部のみと新たな雇用契約を結ぶ一方、生徒や保護者には「閉鎖後、北岡予備校を設立する」などと説明。7月20日、組合員の教職員ら8人は経営者を相手取り、解雇の無効を求める仮処分を大阪地裁に申し立てた。のち、同年8月17日には「名称は両国予備校大阪校のまま」と発表した。
しかし、結局同校は閉鎖され、その受け皿として、元講師の経営する奈良市の「北岡総合研究所」がオーナーとなって「両国BEST」という名称で新予備校が発足したが、募集人員が集まらずに消滅した。最終的に旧大阪校は2006年12月に取り壊され、更地になった。北岡総合研究所は、現在ザベストジュクになっている。

## テレビCM、キャッチコピー
テレビCMは山本陽子が“Do your best!”と、受験生を鼓舞する内容や、派手な舞台メイクでルネサンス様式やロココ調の服を身にまとい、メッセージも受験とあまり関係のない「私も頑張っています」という内容だった。だが山本自身は大学受験と縁がなく、年齢的にも受験生世代ともかけ離れており、受験生にファン層がいるとも思えない事から結局、理事長の個人的な趣味での抜擢であると一部の書籍で批判された。
放送時期・時間帯は詳細不明だが、少なくとも1980年代や1990年代には首都圏を中心に放送され、一時は昼を中心に全国ネットでも放送された（ナレーターは武田広）。『お笑いウルトラクイズ』、『おもいッきりテレビ』、『豆腐屋直次郎の裏の顔』『パネルクイズ アタック25』などのスポンサーでもあった。
キャッチコピーは、「医歯薬理工系・文系学部受験の名門」で、閉校直前の頃には｢全寮制の両国予備校。通学生も入学できます｣という文言もあった。また、若乃花と貴乃花の取組に「大学受験の名門、両国予備校」と懸賞がかけられていた。

## 校歌
両国予備校校歌は5番まである軍歌調なもので、同校のHPで聴くことができた。生徒は授業開始前の朝礼で毎日これを歌うことになっていた。また、昼休み時間中には校内放送で8番まである「ストームの歌」までも放送され、いずれも軍歌調なものであった。また寮の起床時間にも聞くことが出来た。※下記外部リンクで試聴可能。
- 両国予備校校歌 作詞:高畠金蔵 作曲:飯田信夫 歌:東京混声合唱団
- 両国予備校賛歌 作詞:高畠金蔵 作曲:小沢直与志 歌:東京混声合唱団
- 両国予備校寮歌 作詞:高畠金蔵 作曲:小沢直与志 歌:東京混声合唱団
- 両国予備校応援歌 作詞:高畠金蔵 作曲:渡久地政信 歌:東京混声合唱団
- 眸（まみ）の寮歌（うた） 作詞:高畠金蔵 作曲:渡久地政信 歌:小鳩くるみ、東京混声合唱団
- ストームの歌 作詞:高畠金蔵 作曲:雅木しげる 歌:小鳩くるみ、東京混声合唱団

## 不祥事
2006年11月 RFN事件 - 東京地裁、両国予備校の解雇に伴う寮母の解雇予告手当の請求を認めなかった判決